# 海伦娜·皮莱伊奇克
海伦娜·皮莱伊奇克（波蘭語：Helena Pilejczyk，1931年4月1日—2023年11月12日），旧姓迈赫尔（Majcher），波兰女子速度滑冰运动员。她曾代表波兰参加1960年和1964年冬季奥林匹克运动会速度滑冰比赛，获得女子1500米铜牌。